# ليندا مايرز
ليندا مايرز (بالإنجليزية: Linda Myers)‏ هي نبالة أمريكية، ولدت في 19 يونيو 1947.

## وصلات خارجية
- ليندا مايرز على موقع أوليمبيديا (الإنجليزية)